# Campiglossa solidaginis
Campiglossa solidaginis är en tvåvingeart som först beskrevs av White 1986.  Campiglossa solidaginis ingår i släktet Campiglossa och familjen borrflugor. Enligt den finländska rödlistan är arten otillräckligt studerad i Finland. Arten är reproducerande i Sverige. Artens livsmiljö är torra gräsmarker. Inga underarter finns listade.